# Alice D.G. Miller
Alice Dorothea Georgianna Miller, conosciuta come Alice D.G. Miller (Milwaukee, 28 giugno 1894 – Woodland Hills, 24 luglio 1985), è stata una sceneggiatrice statunitense.

## Biografia
Nata a Milwaukee, nel Wisconsin, scrisse la sua prima storia che venne adattata per lo schermo nel 1922 per Fourteenth Lover, un film diretto da Harry Beaumont. Lavorò per la Metro-Goldwyn-Mayer (MGM) fin dalla nascita della compagnia e per altre majors, come la Paramount, Warner Bros. e Universal.
È stata uno dei membri della Tavola rotonda dell'Algonquin.
Muore il 24 luglio 1985 a Woodland Hills, all'età di 91 anni.

## Filmografia
- Less Than Kin, regia di Donald Crisp - romanzo (1918)
- Come Out of the Kitchen, regia di John S. Robertson - soggetto (1919)
- Less Than Kin, regia di Donald Crisp (1918)
- Something Different, regia di Roy William Neill - romanzo (1920)
- Fourteenth Lover, regia di Harry Beaumont (1922)
- L'uomo con due madri (Man with Two Mothers), regia di Paul Bern (1922)
- Red Lights, regia di Clarence G. Badger (1923)
- Slave of Desire, regia di George D. Baker (1923)
- So This Is Marriage?, regia di Hobart Henley (1924)
- Cheaper to Marry, regia di Robert Z. Leonard - storia (1925)
- Lady of the Night, regia di Monta Bell (1925)
- Pretty Ladies (The Keyhole), regia di Monta Bell (1925)
- Monte Carlo, regia di Christy Cabanne (1926)
- Il delizioso peccatore (Exquisite Sinner), regia di Josef von Sternberg, Phil Rosen (1926)
- The Boy Friend, regia di Monta Bell (1926)
- Valencia, regia di Dimitri Buchowetzki (1926)
- Altars of Desire, regia di Christy Cabanne (1927)
- The Devil Dancer, regia di Fred Niblo (1927)
- Man, Woman and Sin, regia di Monta Bell (1927)
- Vigilia d'amore (Two Lovers), regia di Fred Niblo (1928)
- Quattro mura (Four Walls), regia di William Nigh (1928)
- Man-Made Women, regia di Paul L. Stein (1928)
- The Bridge of San Luis Rey, regia di Charles Brabin (1929)
- Honey, regia di Wesley Ruggles (1930)
- Signore sole (The Keyhole), regia di Michael Curtiz (1933)
- Sedotta (Disgraced!), regia di Erle C. Kenton (1933)
- Rose-Marie, regia di W. S. Van Dyke (1936)
- Gelosia (Wife vs. Secretary), regia di Clarence Brown - sceneggiatura (1936)
- The Girl on the Front Page, regia di Harry Beaumont (1936)
- On Borrowed Time, regia di Harold S. Bucquet (1939)
- Tangeri città di avventurieri (Tangier), regia di George Waggner (1946)